# Tipula manca
Tipula manca är en tvåvingeart som beskrevs av Alexander 1924. Tipula manca ingår i släktet Tipula och familjen storharkrankar. Inga underarter finns listade i Catalogue of Life.